# Drosophila tuchaua
Drosophila tuchaua este o specie de muște din genul Drosophila, familia Drosophilidae, descrisă de Pavan în anul 1950. Conform Catalogue of Life specia Drosophila tuchaua nu are subspecii cunoscute.